# Mimusops erythroxylon
Mimusops erythroxylon är en tvåhjärtbladig växtart som beskrevs av Wenceslas Bojer och A.Dc. Mimusops erythroxylon ingår i släktet Mimusops och familjen Sapotaceae.
Artens utbredningsområde är Mauritius. Inga underarter finns listade i Catalogue of Life.